# Sachet
Das Sachet (Aussprache: [zaˈʃeː])(von frz. sachet, Säckchen) ist eine kleine Verpackung in Taschen- oder Beutelform.
Die Bezeichnung leitet sich von dem Lavendelsäckchen ab, das als Duftspender in Wäscheschränken aufbewahrt wird. Heute werden Sachets in der Regel aus Kunststoff gefertigt und kommen, wenn erforderlich, in einer luftdicht versiegelbaren Variante, unter anderem für die Verpackung von Kosmetikartikeln wie Shampoo oder Duschgel, von Erfrischungstüchern, Brillenputztüchern, aber auch von Lebensmitteln, wie beispielsweise kleineren Mengen Senf oder Ketchup, zum Einsatz. Auch Werbeproben werden in Sachets in Umlauf gebracht.
Im pharmazeutischen Bereich wird die Bezeichnung Sachet (Abkürzung: sach.) für Medikamente benutzt, die in Pulver- oder Granulatform, sowie auch in Flüssig-, Creme- und Gelform in dosisgerechten Beuteln verpackt sind. Diese Beutel können Polyester-Aluminium-Polyethylen-Laminate sein. Eine Sonderform ist der Stickpack oder Stick, ein besonders langer und schmaler Schlauchbeutel (Sachet) für Portionspackungen. Ein Stick wird meist für Pulver oder Granulate verwendet.
Im Deutschen wird diese Verpackungsform auch Siegelrandbeutel genannt.

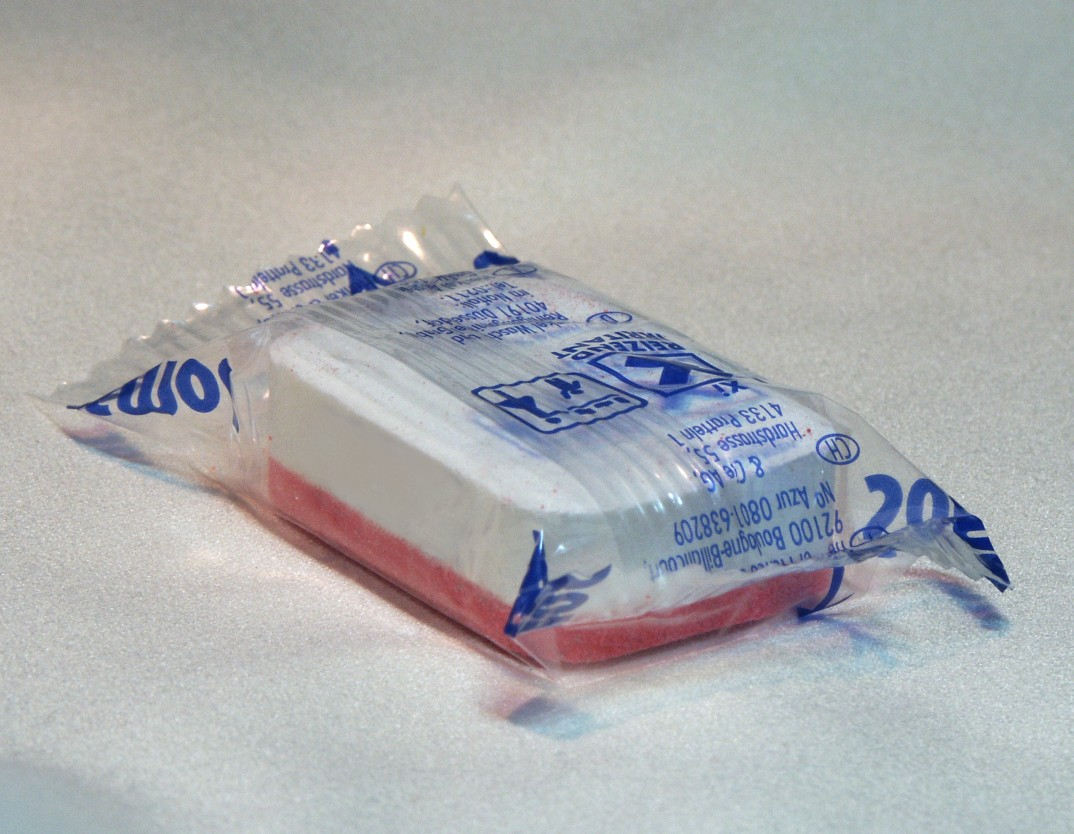
Sachet
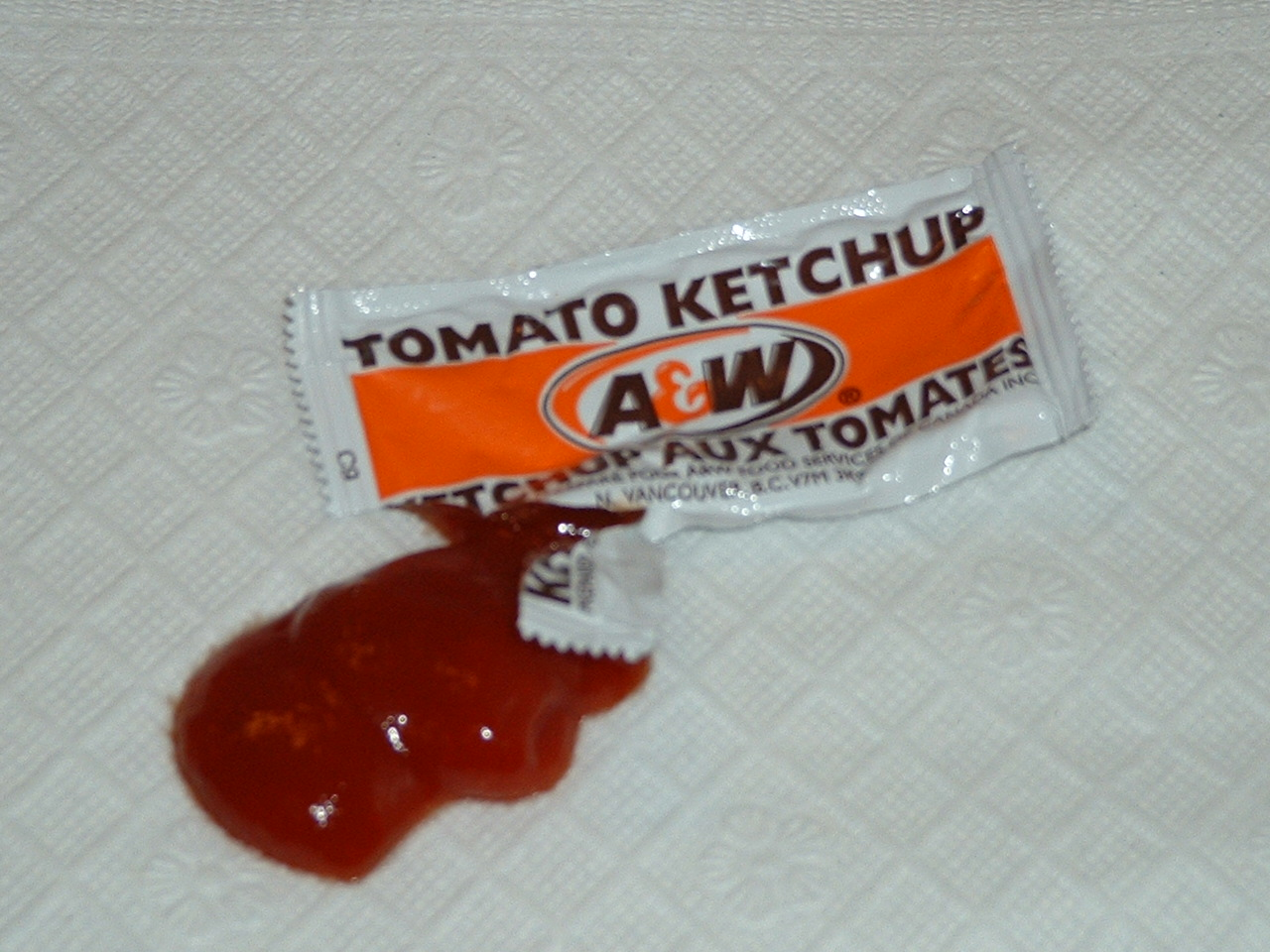
Sachet für Ketchupportion